# Droit d'interpellation citoyenne
Le droit d'interpellation citoyenne décrit la prise en compte et l'obligation pour les institutions de répondre à des demandes des citoyens. Cela va de la possibilité par les citoyens de poser une question et d'avoir une réponse dans un conseil municipal, ou d'être reçus en cas d'action collective, jusqu'à des processus plus spécifiques comme les référendums d'initiative citoyenne ou initiatives populaires qui décrivent des procédures de démocratie directe pour des propositions de loi.
Il s'inscrit parmi les différentes formes du droit d'interpellation.

## Principes et différentes formes d'interpellations citoyennes
Les interpellations citoyennes sont des prises de paroles publiques individuelles ou collectives (association, syndicat...) visant des personnes en responsabilité (élu, responsable d’administration...) ou des institutions au niveau local ou national. Elles peuvent aussi viser les candidats à des élections.
Elles peuvent prendre la forme d'une simple expression écrite (courrier, lettre ouverte, pétition, publication de rapport d'enquêtes) ou orale (prise de parole dans un conseil, conférence de presse). Elles peuvent aussi être constituées par l’organisation de rassemblements, de manifestations, ou d’actions non-violentes. Elles peuvent également s'organiser sous forme d'assemblées d'interpellations. 

### Démocratisation par les interpellations citoyennes
Les interpellations sont des formes de participation non-invitée. Alors que la démocratie représentative a une dimension aristocratique et que la démocratie participative reste souvent une offre publique de participation contrôlée par les élus, les dynamiques d'interpellations citoyenne introduisent un élément supplémentaire de pouvoir populaire dans la gouvernance de la cité.

### Interpellation citoyenne par les usagers des services publics
Ces interpellations peuvent s'inscrire dans le cadre du droit des usagers et leur participation au service public. C'est le cas quand des usagers des transports interpellent la SNCF au sujet de la fréquence des trains, des locataires interpellent leur bailleur social sur les montants des charges ou sur la gestion des logements, ou quand des parents d'élèves interpellent le ministre de l’Éducation nationale sur l'accès à l'école pour les personnes malentendantes.

Dans son ouvrage Exit, Voice & Loyalty, Hirschman définit l'interpellation (voice) des usagers comme suit :
« Toute tentative visant à modifier un état de fait jugé insatisfaisant, que ce soit en adressant des lettres individuelles ou des pétitions collectives à la direction en place ou en ayant recours à divers types d’action collective, notamment celles qui ont pour but de mobiliser l’opinion publique ».
Hirschman décrit l'interpellation comme une alternative à la défection. La possibilité de changer de prestataire (exit) et le recours à la concurrence n'est pas possible face à des services publics en situation de monopole. Les usagers sont captifs et peuvent être en colère face aux défaillances des institutions. Les dynamiques d'interpellation transforment ces mécontentements en une pression correctrice sur l'institution pour améliorer le service.

## Dispositifs légaux

### Dispositifs d'interpellation citoyenne en France

#### Cadre légal
Le droit d’interpellation citoyenne décrit la procédure par laquelle des citoyens d'un territoire ou des usagers d'un service public peuvent faire remonter une demande aux responsables de l'institution pour déclencher un débat et éventuellement une décision qui fait l'évoluer l'action publique.

Il correspond notamment au droit de pétition inscrit dans l'article 72-1 de la Constitution créé lors de la réforme constitutionnelle du 28 mars 2003.
« Les électeurs de chaque collectivité territoriale peuvent, par l'exercice du droit de pétition, demander l'inscription à l'ordre du jour de l'assemblée délibérante de cette collectivité d'une question relevant de sa compétence ». — Article 72-1 de la Constitution du 4 octobre 1958

#### Expérimentations locales
Plusieurs collectivités territoriales ont expérimenté des formes locales de droit d'interpellation. Plusieurs communes ont mis en place des dispositifs organisant ce droit au cours de la dernière décennie. Parmi elles, la ville de Grenoble, la ville de Cachan, la ville de Saint-Nazaire, la ville de Nancy ou Poitiers.
À Grenoble par exemple, si une pétition sur un sujet de la compétence de la ville recueille 50 signatures, elle fait l'objet d'une médiation, si elle en obtient au moins 1000, elle déclenche un atelier avec des auditions d'experts, et si elle atteint les 8000 signatures, elle peut faire l'objet d'une votation auprès des habitants. Dans la version précédente du dispositif lancé en 2016,  une pétition demandant à la municipalité de revenir sur une décision augmentant le prix du stationnement a donné lieu à une votation remporté par les pétitionnaires, mais avec une participation insuffisante pour que le résultat soit considéré comme obligatoire pour le Maire. La campagne précédant la votation a mis en lumière une inégalité de moyens de communication entre la majorité municipale et l’association porteuse de l'interpellation.
À Poitiers, un droit d'interpellation citoyenne est mis en place en avril 2024. Un seuil de 50 signatures de résidents de la ville est fixé pour avoir droit à un entretien avec les services communaux. Au bout de 900 signatures (soit 1 % de la population de la ville), le sujet est inscrit à l'ordre du jour du conseil municipal, qui peut décider de le traiter ou non en séance et d'en débattre. Enfin, si un appel recueille 4 500 signatures ou plus (5 % ou plus des habitants), il doit être débattu en conseil municipal, dans l'optique de l'organisation d'un référendum local. 
Des collectivités ont également mis en place un droit d'interpellation au niveau départemental ou régionale, avec par exemple le département d'Ille-et-Vilaine, la région Île-de-France ou la région Occitanie.

#### Propositions et plaidoyers pour renforcer le droit d'interpellation
En 2013, le rapport du ministère de la Ville « Pour une réforme radicale de la politique de la ville » par Marie-Hélène Bacqué et Mohamed Mechmache décrit la nécessité de renforcer « le droit d’interpellation citoyenne comme une dimension à part entière du fonctionnement démocratique de la République » et propose la création d'un Fonds pour l'interpellation citoyenne. Pour corriger l'asymétrie de moyens entre institutions et collectifs interpellant, ce fonds pourrait financer les campagnes d'interpellation en fonction du nombre de signataires des pétitions ou des résultats des votation sur le modèle du financement public des campagnes électorales. Le rapport cite, à la suite de cette proposition, l'expérience de l'Alliance Citoyenne comme exemple de la démocratie d'interpellation en pratique.
Le 1er juin 2018, dans une tribune dans Libération, un collectif d'élus et universitaires demandent un renforcement du droit d'interpellation citoyenne. Avec notamment le droit pour les collectivités d'expérimenter l’abaissement des seuils permettant à des initiatives citoyennes d’aboutir ou l'’abaissement du seuil rendant obligatoire le résultat du référendum local.
Le 6 octobre 2020, un rapport Une citoyenneté réprimée coordonné par Julien Talpin et l'Institut Alinsky et porté par une coalition d'associations (Ligue des droits de l'homme, France Nature Environnement...) pointe les différentes formes de répression visant les personnes et associations porteuses d'interpellations citoyennes avec notamment la mise à l'écart ou les coupes-sanction de subvention. Il propose douze « mesures pour construire un environnement favorable à la démocratie d'interpellation ».

### Dispositifs d'interpellation citoyenne en Belgique

#### Wallonie
Le droit d'interpellation citoyenne en conseil communal permet aux habitants de prendre la parole pour poser une question en séance publique du conseil communal.  Ce droit a été mis en place par le décret du Parlement Wallon du 26 avril 2012 . Il est décrit dans l'article L1122-14 du Code de la démocratie et de la décentralisation. L'interpellation doit être introduite par une seule personne, mais à portée générale, ne pas porter sur une question de personne, ni constituer des demandes de documentation, de statistique ou d'avis juridique. Elle doit être formulée sous forme de question ne prenant pas plus de dix minutes, sur un objet relevant de la compétence de décision du collège ou du conseil communal. Le texte intégral de l’interpellation proposée est adressé par écrit au collège communal, s'il est déclaré recevable, l'interpellation se déroule comme suit:
L’interpellant expose sa question en séance publique à l’invitation du président du conseil dans le respect des règles organisant la prise de parole au sein de l’assemblée et [en moins de dix minutes].
Le collège communal répond aux interpellations.

L’interpellant dispose de deux minutes pour répliquer à la réponse, avant la clôture définitive du point de l’ordre du jour.

#### Bruxelles
L'ordonnance du 20 juillet 2006 de Ministère de la région de Bruxelles-capitale a consacré le droit d'interpellation des habitants d'une commune avec un seuil de 20 personnes signataires d'une demande pour pouvoir inscrire un point à l'ordre du jour.
« 20 personnes, domiciliées dans la commune, âgées de 16 ans au moins, peuvent introduire, auprès du conseil communal une demande d'interpellation à l'attention du collège. L'interpellation doit être relative à un sujet d'intérêt communal, ne pas revêtir un intérêt exclusivement particulier et être rédigée en français ou en néerlandais. La liste des demandes d'interpellation est communiquées aux membres du conseil communal avant chaque séance ».
En 2018, ce dispositif a été utilisé à quatre reprises.